# Пасічнянська сільська рада (Ярмолинецький район)
Пасічня́нська сільська́ ра́да — колишня адміністративно-територіальна одиниця та орган місцевого самоврядування в Ярмолинецькому районі Хмельницької області. Адміністративний центр — село Пасічна.

## Загальні відомості
- Територія ради: 26,16 км²
- Населення ради: 672 особи (станом на 2001 рік)
- Територією ради протікає річка Вовчок

## Населені пункти
Сільській раді підпорядковані населені пункти:
- с. Пасічна
- с. Васильківці
- с. Магнишівка

## Склад ради
Рада складається з 12 депутатів та голови.
- Голова ради: Лобода Михайло Іванович
- Секретар ради: Шпичко Алла Олександрівна

### Керівний склад попередніх скликань
| Прізвище, ім'я, по батькові | Основні відомості                                                                                 | Дата обрання | Дата звільнення |
| --------------------------- | ------------------------------------------------------------------------------------------------- | ------------ | --------------- |
| Лобода Михайло Іванович     | Сільський голова, 1965 року народження, освіта незакінчена вища, член Української Народної Партії | 26.03.2006   | 31.10.2010      |
| Лобода Михайло Іванович     | Сільський голова, 1965 року народження, освіта незакінчена вища, безпартійний                     | 31.10.2010   |                 |

Примітка: таблиця складена за даними сайту Верховної Ради України

### Депутати
За результатами місцевих виборів 2010 року депутатами ради стали:

#### За суб'єктами висування
| Суб'єкт висування | Кількість обраних депутатів | %    |
| ----------------- | --------------------------- | ---- |
| Самовисування     | 11                          | 91,7 |
| Партія регіонів   | 1                           | 8,3  |

#### За округами
| № округу        | Прізвище, ім'я, по батькові  | Дата визнання обраним | Освіта  | Партійна приналежність | Відомості про обраного депутата                        |
| --------------- | ---------------------------- | --------------------- | ------- | ---------------------- | ------------------------------------------------------ |
| Партія регіонів |                              |                       |         |                        |                                                        |
| 9               | Король Неля Миколаївна       | 05.11.2010            | вища    | член Партії регіонів   | Пасічнянський ППЗ, завідувачка пошти                   |
| Самовисування   |                              |                       |         |                        |                                                        |
| 1               | Басіста Тетяна Миколаївна    | 05.11.2010            | вища    | позапартійна           | Пасічнянська сільська рада, бухгалтер                  |
| 2               | Біла Людмила Миколаївна      | 05.11.2010            | середня | позапартійна           | Пасічнянська сільська рада, соціальний працівник       |
| 3               | Білий Мар'ян Якович          | 05.11.2010            | середня | позапартійний          | приватний підприємець                                  |
| 4               | Король Валентина Іванівна    | 05.11.2010            | вища    | позапартійна           | Пасічнянська сільська рада, завідувачка ФАП            |
| 5               | Файчук Микола Євгенович      | 05.11.2010            | середня | позапартійний          | Ярмолинецький ДЛГ, старший майстер                     |
| 6               | Кравчук Лариса Вікторівна    | 05.11.2010            | вища    | позапартійна           | Пасічнянська школа І, ІІ ст., вчитель                  |
| 7               | Шпичко Алла Олександрівна    | 05.11.2010            | вища    | позапартійна           | Пасічнянська сільська рада, бухгалтер                  |
| 8               | Йонко Валентина Миколаївна   | 05.11.2010            | середня | позапартійна           | Хмельницький геріатричний пансіонат, молодша медсестра |
| 10              | Трембач Сергій Степанович    | 05.11.2010            | середня | позапартійний          | заготівельник молока                                   |
| 11              | Білий Антон Якович           | 05.11.2010            | вища    | позапартійний          | Виноградівське ПНІ, охороник                           |
| 12              | Вільгуш Броніслав Михайлович | 05.11.2010            | вища    | позапартійний          | тимчасово не працює                                    |